# جيروين زوت
جيروين زوت (بالهولندية: Jeroen Zoet) وهو لاعب كُرَة قَدَم هولندي في مركز حراسة المرمى ولد في يوم 6 يناير 1991 في بلدة فيندام في هولندا وهو يلعب حالياً مع نادي آيندهوفن وسبق له اللعب مع آر كي سي فالفيك ولعب مع منتخب هولندا تحت 21 سنة ويبلغ طوله 189 سم.

## روابط خارجية
- جيروين زوت على موقع الاتحاد الأوربي (الإنجليزية)
- جيروين زوت على موقع قاعدة بيانات كرة القدم.إي يو (الإنجليزية)
- جيروين زوت على موقع ناشيونال فوتبول تيمز (الإنجليزية)
- جيروين زوت على موقع Soccerway.com (الإنجليزية)
- جيروين زوت على موقع عالم كرة القدم.نت (الإنجليزية)
- جيروين زوت على موقع AS.com (الإسبانية)